# Кобальт Ренея
Кобальт Ренея — пористый металлический катализатор на основе кобальта, применяемый в органическом синтезе для проведения ряда реакций восстановления, гидрогенолиза, десульфурирования, а также хроматографии.

## Получение
Коммерческий кобальт Ренея поставляется в виде серого порошка, суспендированного в воде и спирте. Метод его получения заключается в обработке сплава кобальта и алюминия (40-46/60-54 %) раствором гидроксида натрия в течение 1 ч при 15-100 °С, после чего полученный пористый кобальт промывают водой и спиртом. Более низкая температура при растворении позволяет получить более активный катализатор. Присутствие других металлов и примесей может оказывать существенное влияние на реакционную способность кобальта Ренея, поэтому современные методики акцентируют внимание на отсутствии примесей никеля в исходном сплаве (иначе в существенном количестве будет образовываться также никель Ренея). Рекомендуется использовать кобальт Ренея непосредственно после получения. Хранить полученный материал из-за его пирофорности необходимо, например, под слоем воды и метанола (1:1) в закрытой таре при температуре от 3 до 30 °С. Сообщается, что хранение под гликолями позволяет сохранить активность кобальта Ренея.

## Строение и физические свойства
Кобальт Ренея нерастворим в воде и всех органических растворителях.

## Применение

### Гидрогенолиз
Кобальт Ренея позволяет проводить ряд реакций гидрогенолиза, в том числе связанных с десульфурированием и дезоксигенированием. Так, например, в присутствии изопропилового спирта он способен восстанавливать гидроксильную группу в бензиловых спиртах. Подобные процессы проводят и с окисленными углеводородами, получаемыми из биомассы: их обработка кобальтом Ренея позволяет получать сырьё, являющееся альтернативой получаемому из нефтяных источников.

### Гидрирование кратных связей
Обычно кобальт Ренея не применяют для гидрирования кратных связей, потому что более интересным является его применение для селективного восстановления кислородсодержащих функциональных групп в присутствии кратных связей. Однако в более жёстких условиях кобальт Ренея способен восстанавливать производные бензола до производных циклогексана, причём такие реакции могут протекать стереоселективно.

### Восстановление функциональных групп
Кобальт Ренея восстанавливает α,β-непредельные альдегиды по карбонильной группе, давая преимущественно аллиловые спирты. Кобальт Ренея эффективно восстанавливает оксимы до аминов, причём в этой реакции он показывает лучшие результаты, чем никель Ренея. Нитросоединения также восстанавливаются до первичных аминов, а восстановление нитрилов, по-видимому, является самой популярной сферой применения данного катализатора.

### Хроматография
Применение кобальта Ренея в хроматографии связано с тем фактом, что он способен сорбировать серосодержащие соединения, не инициируя при этом процессов десульфурирования. Так, например, нанесение на колонку из песка и кобальта Ренея смеси изоэвгенола и 2,5-диметилтиофена и элюция метанолом позволяет выделить 95 % изоэвгенола, а последующая экстракция из кобальта Ренея метанолом в аппарате Сокслета возвращает и 2,5-диметилтиофен.